# آلدرت واپسترا
 آلدرت واپسترا (هلندی: Aaldert Wapstra؛ زاده ۲۴ آوریل ۱۹۲۳ - درگذشته ۲ دسامبر ۲۰۰۶) یک فیزیک‌دان اهل هلند بود.